# ORBIS International

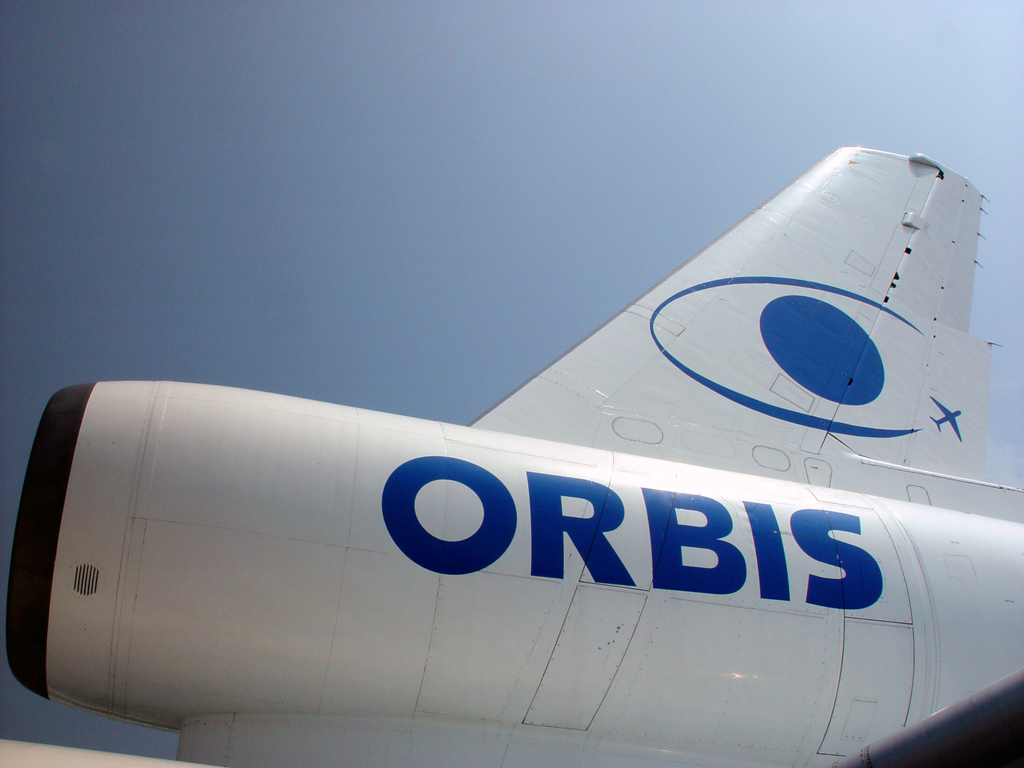
Seitenleitwerk der fliegenden Augenklinik ORBIS DC-10

ORBIS International ist eine internationale Nichtregierungsorganisation, die sich der Behandlung und Prävention von Blindheit, Sehbehinderungen und Augenkrankheiten in Entwicklungsländern in Südostasien, Indien, Lateinamerika oder in Afrika widmet.
Die Organisation hat ihren Sitz in New York und unterhält Büros in Houston, Ottawa, London, Hong Kong und Taipeh. Sie betreibt ein Flugzeug, das als fliegende Augenklinik in Entwicklungsländern dient.

## Geschichte
ORBIS wurde 1982 mit Hilfe von Geldern der U.S. Agency for International Development sowie privaten Spendengeldern gegründet. Die erste fliegende Augenklinik war eine Douglas DC-8 (Kennzeichen N220RB), gespendet von United Airlines. In den ersten beiden Jahren seines Einsatzes besuchte dieses Flugzeug 24 Länder.
Ende der 1980er-Jahre wurde offensichtlich, dass ein größeres Flugzeug gebraucht wird. Mit Hilfe privater Spendengelder wurde im Jahr 1992 eine McDonnell Douglas DC-10 für 14 Mio. US-Dollar angeschafft, und in 18 Monaten in eine Augenklinik umgebaut, was weitere 15 Mio. USD kostete. Der Erstflug nach dem Umbau erfolgte am 7. Mai 1994, und am 23. Juli führte die erste Mission nach Peking, wo die erste fliegende Klinik heute im Luftfahrtmuseum steht.

## Die fliegende Augenklinik

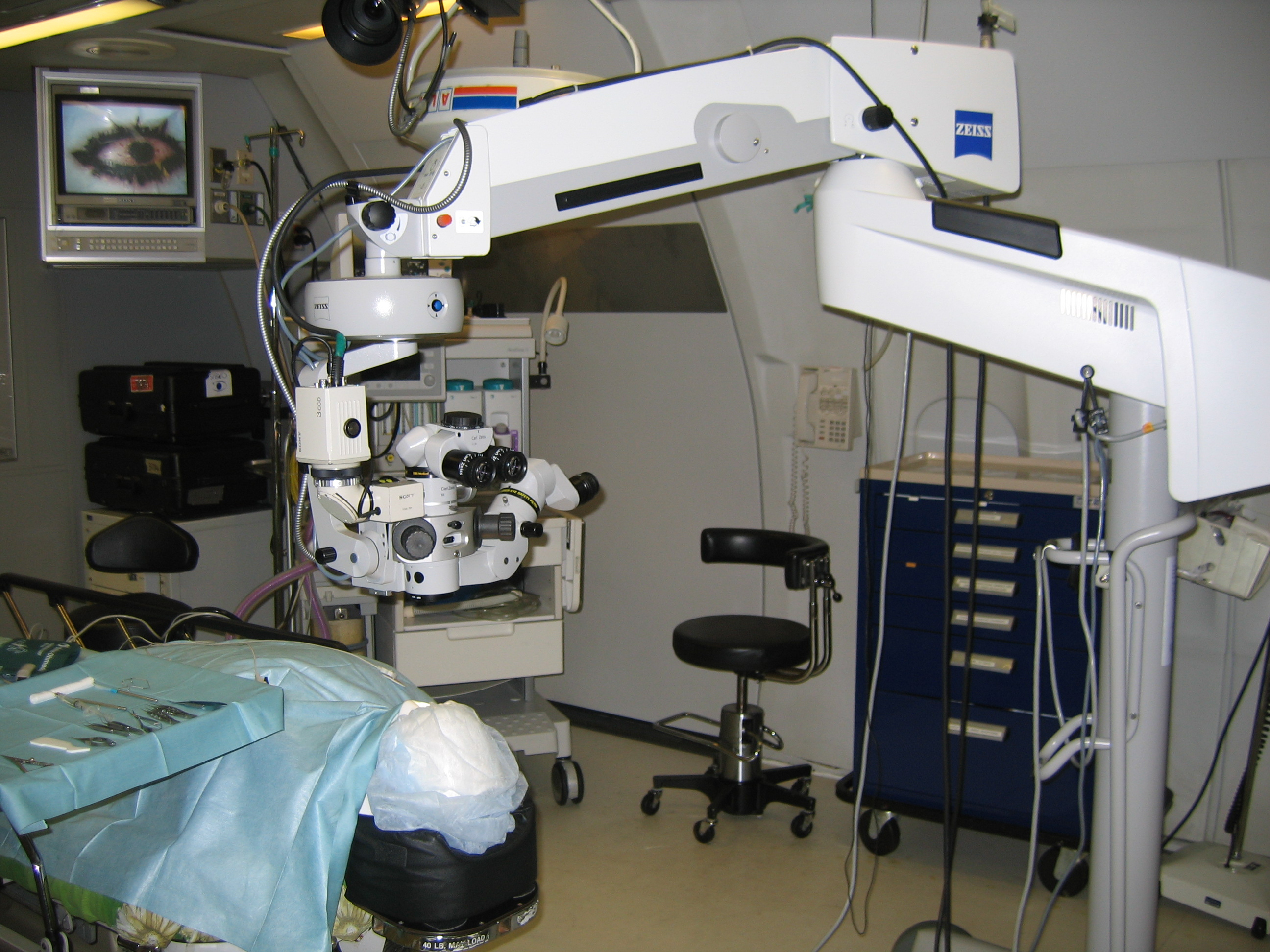
Operationsraum

Das Flugzeug mit der Registrierung N220AU ist eine McDonnell Douglas DC-10-10. Die Maschine stammt aus dem Jahr 1970 und ist die zweite jemals gebaute DC-10. Nach einem Einsatz als Testflugzeug für McDonnell Douglas flog sie für Laker Airways. Danach hatte sie noch mehrere weitere Besitzer, bis sie 1992 von ORBIS gekauft wurde.
Das Flugzeug beherbergt unter anderem:
- ein Klassenzimmer: Hier können 48 Gäste, meist Mediziner des Gastlandes, die Behandlung live verfolgen bzw. Aufzeichnungen früherer Behandlungen ansehen. Außerdem finden hier Vorträge und Diskussionsrunden statt.
- einen audio-visuellen Raum: Von hier aus werden die 16 Filmkameras, acht Mikrofone und 54 Bildschirme an Bord gesteuert, die Aufzeichnungen geschnitten und für die örtlichen Augenmediziner vervielfältigt.
- einen Laser-Raum: Hier befinden sich Laser-Diagnosegeräte sowie Labor-Arbeitsplätze für die Schulung an Augen von Tieren.
- einen Operationssaal: Dieser befindet sich in der Mitte des Flugzeugs, weil es der stabilste Bereich des Flugzeugs ist, was bei schlechtem Wetter wichtig sein kann.

Im Unterdeck befindet sich ein Technikzentrum, in dem die ORBIS-Ingenieure den örtlichen Technikern zeigen, wie die ophthalmologischen Spezialgeräte gewartet und repariert werden.
2013 wurde N220AU durch eine von FedEx gespendete MD-10-30 (N330AU, Nr. 96, Baujahr 1973) ersetzt.

## Weitere Dienstleistungen
Die Organisation unterhält neben der fliegenden Augenklinik auch dauerhafte Hilfsprogramme in Krankenhäusern mehrerer Länder und arbeitet zusammen mit örtlichen Forschern und Gesundheitsbehörden an der Behandlung von Augenkrankheiten und dem Schutz vor Blindheit. Derzeit (Stand 2008) arbeitet ORBIS unter anderem in Äthiopien, Bangladesch (zusammen mit dem Islamia Eye Hospital), der Volksrepublik China, Indien und Vietnam (Stand 2005). Zudem gibt es auch kurzzeitige Engagements in Krankenhäusern, wo es keine Landemöglichkeit für das Flugzeug gibt.
Ein neues Programm namens Cyber-Sight gibt Augenmedizinern über das Internet die Möglichkeit der virtuellen Zusammenarbeit und der Online-Beratung.
Die Organisation ist zusammen mit der Weltgesundheitsorganisation ein Gründungsmitglied der Initiative Vision 2020: The Right to Sight. Diese hat das Ziel, vermeidbare Blindheit bis zum Jahr 2020 weltweit zu beseitigen.

## Filmographie
- Reihe Superflugzeuge: Folge Orbis DC-10. Discovery Channel 2012 (D: DMAX).